# Alella
Alella è un comune spagnolo di 8 470 abitanti situato nella comunità autonoma della Catalogna.